# Березова Гать (Потіївський район)
Березова Гать — колишній хутір Горбулівської і Потіївської волостей Радомисльського повіту Київської губернії та Жадьківської сільської ради Потіївського району Малинської, Коростенської і Волинської округ.
До 1923 року входив до складу Горбулівської та Потіївської волостей Радомисльського повіту Київської губернії. У 1923 році хутір включено до складу новоствореної Жадьківської сільської ради, котра, від 7 березня 1923 року, стала частиною новоутвореного Потіївського району Малинської округи. За іншими даними, хутір значився на обліку в сільській раді у вересні 1924 року.
Знятий з обліку населених пунктів до 1 жовтня 1941 року.